# Novalles
Novalles – miejscowość i gmina (commune) w zachodniej Szwajcarii, w kantonie Vaud, w okręgu (district) Jura-Nord vaudois. Leży nad rzeką Arnon. 

## Demografia
W Novalles mieszkają 103 osoby. W 2021 roku 10,7% populacji gminy stanowiły osoby urodzone poza Szwajcarią.